# Eduardo Guerrero (Ruderer)

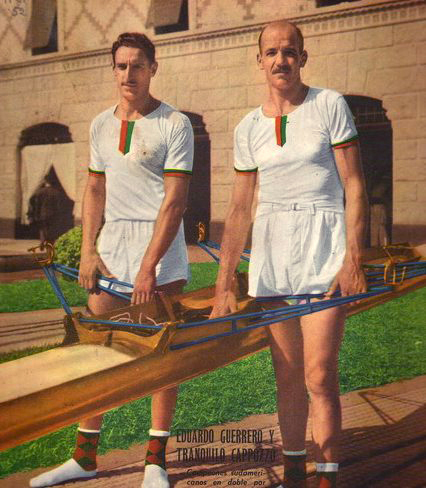
Guerrero und Capozzo 1952

Eduardo Guerrero (* 4. März 1928 in Salto, Provinz Buenos Aires; † 17. August 2015 in Buenos Aires) war ein argentinischer Ruderer.
1952 traute der argentinische Verband Tranquilo Cappozzo aus Altersgründen keinen Einzelstart mehr zu, bot ihm aber einen Start im Doppelzweier mit dem zehn Jahre jüngeren Eduardo Guerrero an. Cappozzo lehnte zunächst ab, da Guerrero zu undiszipliniert sei, lenkte aber letztlich ein. Die beiden Argentinier siegten bei den Olympischen Spielen 1952 vor den Booten aus der Sowjetunion und aus Uruguay. Die Goldmedaille für die beiden Ruderer war nicht nur die einzige olympische Goldmedaille für Argentinien bei den Olympischen Spielen 1952 und die einzige Goldmedaille im Rudern für Argentinien bei Olympischen Spielen überhaupt, es blieb auch der letzte Olympiasieg für argentinische Sportler bis 2004, dem Jahr nach Cappozzos Tod.